# Anonymomys mindorensis
Anonymomys mindorensis är en däggdjursart som beskrevs av Guy G. Musser 1981. Anonymomys mindorensis är ensam i släktet Anonymomys som ingår i familjen råttdjur. IUCN kategoriserar arten globalt som otillräckligt studerad. Inga underarter finns listade.
Detta råttdjur når en kroppslängd (huvud och bål) av cirka 12,5 cm och en svanslängd av 20,5 cm. Pälsen är på ovansidan brunaktig och vid buken krämvit. Förutom mjuka hår har arten några taggar glest fördelade i pälsen. Vid svansen slut finns en tofs. Arten skiljer sig även i detaljer av skallens konstruktion från andra råttdjur i utbredningsområdet.
Anonymomys mindorensis förekommer bara på Mindoro i centrala Filippinerna. Gnagaren hittades där i skogar ungefär 1400 meter över havet. På grund av kroppsbyggnaden antas att den klättrar i växtligheten.
Arten är närmare släkt med råttdjur från Sundaöarna än med andra råttdjur från Filippinerna. Den listas därför av Wilson & Reeder (2005) i Dacnomys-gruppen i underfamiljen Murinae.